# Матрица Гильберта
В линейной алгебре матрицей Гильберта (введена Давидом Гильбертом в 1894) называется квадратная матрица H с элементами:
{\displaystyle H_{ij}={\frac {1}{i+j-1}},i,j=1,2,3,...,n}
Например, матрица Гильберта  5 × 5 имеет вид:
{\displaystyle H={\begin{bmatrix}1&{\frac {1}{2}}&{\frac {1}{3}}&{\frac {1}{4}}&{\frac {1}{5}}\\[4pt]{\frac {1}{2}}&{\frac {1}{3}}&{\frac {1}{4}}&{\frac {1}{5}}&{\frac {1}{6}}\\[4pt]{\frac {1}{3}}&{\frac {1}{4}}&{\frac {1}{5}}&{\frac {1}{6}}&{\frac {1}{7}}\\[4pt]{\frac {1}{4}}&{\frac {1}{5}}&{\frac {1}{6}}&{\frac {1}{7}}&{\frac {1}{8}}\\[4pt]{\frac {1}{5}}&{\frac {1}{6}}&{\frac {1}{7}}&{\frac {1}{8}}&{\frac {1}{9}}\end{bmatrix}}.}
На матрицу Гильберта можно смотреть как на полученную из интегралов:
{\displaystyle H_{ij}=\int _{0}^{1}x^{i+j-2}\,dx,}
то есть, как на матрицу Грама для степеней x. Она возникает при аппроксимации функций полиномами методом наименьших квадратов.
Матрицы Гильберта являются стандартным примером плохо обусловленных матриц, что делает их неудобными для вычислений с помощью вычислительно неустойчивых методов. Например, число обусловленности относительно {\displaystyle \left\|\cdot \right\|_{2}} - нормы для вышеприведённой матрицы равно 4.8 · 105.

## История
Гильберт (1894) ввёл матрицу Гильберта при изучении следующего вопроса: «Предположим, что I = [a, b] — вещественный интервал. Возможно ли тогда найти ненулевой многочлен P с целочисленными коэффициентами, такой что интеграл
{\displaystyle \int _{a}^{b}P(x)^{2}\,dx}
был бы меньше любого заданного числа ε > 0?» Для ответа на данный вопрос Гильберт вывел точную формулу для определителя матриц Гильберта и исследовал их асимптотику. Он пришёл к выводу, что ответ положителен, если длина интервала b − a < 4.

## Свойства
- Матрица Гильберта является симметричной положительно определённой матрицей. Более того, матрица Гильберта является вполне положительной матрицей.

- Матрица Гильберта является примером ганкелевой матрицы.

- Определитель матриц Гильберта может быть выражен явно, как частный случай определителя Коши. Определитель матрицы Гильберта  n × n равен

{\displaystyle \det(H)={{c_{n}^{\;4}} \over {c_{2n}}},}
где
{\displaystyle c_{n}=\prod _{i=1}^{n-1}i^{n-i}=\prod _{i=1}^{n-1}i!.}
Уже Гильберт заметил любопытный факт, что определитель матрицы Гильберта является обратным целым числом (см. последовательность A005249 в OEIS). Он следует из равенства
{\displaystyle {1 \over \det(H)}={{c_{2n}} \over {c_{n}^{\;4}}}=n!\cdot \prod _{i=1}^{2n-1}{i \choose [i/2]}.}
Используя формулу Стирлинга можно установить следующий асимптотический результат:
{\displaystyle \det(H)\approx a_{n}\,n^{-1/4}(2\pi )^{n}\,4^{-n^{2}}}
где an сходится к константе {\displaystyle e^{1/4}2^{1/12}A^{-3}\approx 0.6450} при {\displaystyle n\rightarrow \infty }, где A — постоянная Глейшера-Кинкелина.
- Матрица, обратная к матрице Гильберта, может быть выражена в явном виде через биномиальные коэффициенты:

{\displaystyle (H^{-1})_{ij}=(-1)^{i+j}(i+j-1){n+i-1 \choose n-j}{n+j-1 \choose n-i}{i+j-2 \choose i-1}^{2}}
где n — порядок матрицы. Таким образом, элементы обратной матрицы {\displaystyle H^{-1}} — целые числа.
- Число обусловленности матрицы Гильберта n × n возрастает как {\displaystyle O((1+{\sqrt {2}})^{4n}/{\sqrt {n}})}.